# Velvyslanectví České republiky při Svatém stolci

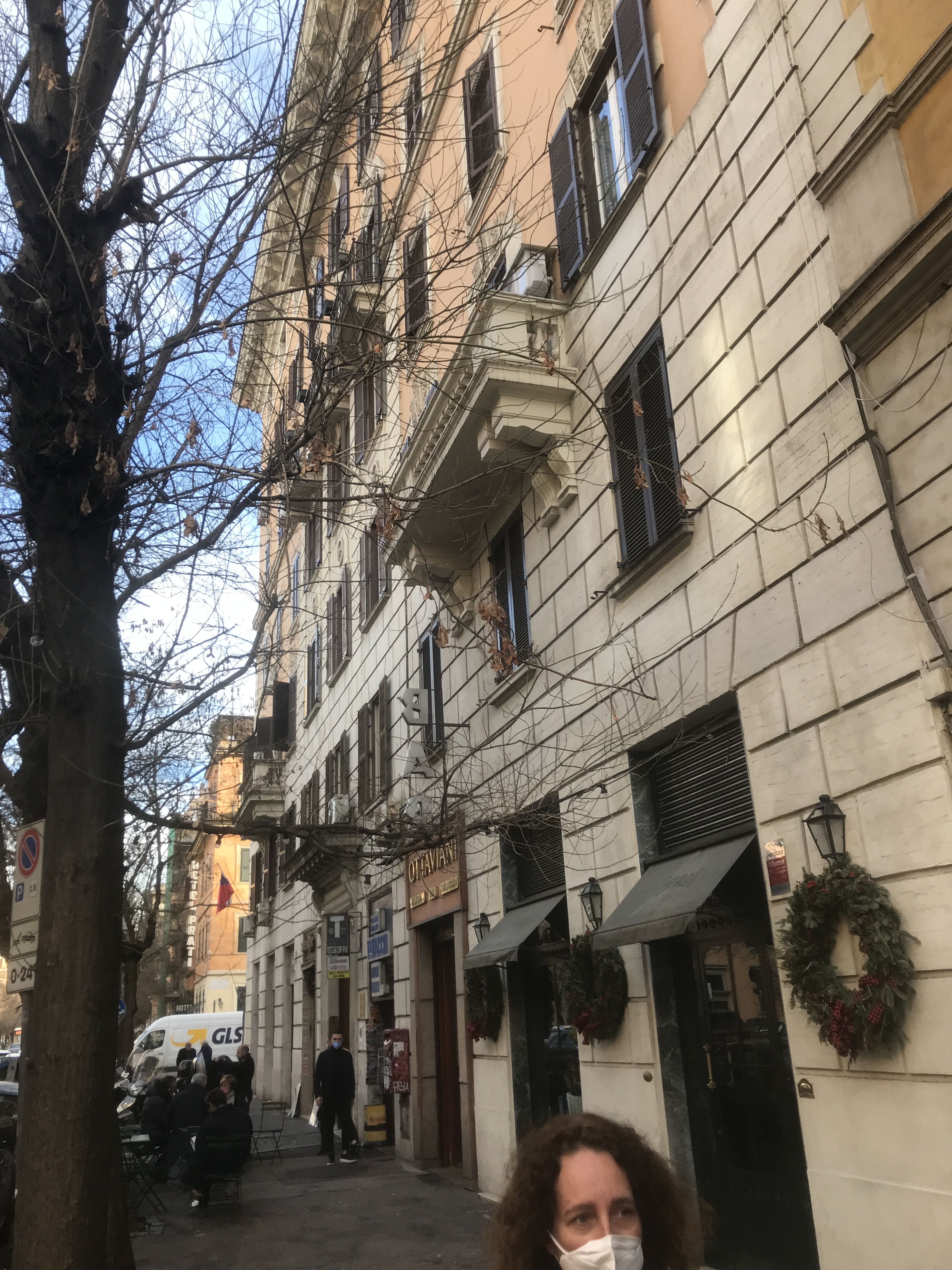
Budova ambasády na adrese Via Crescenzio 91

Velvyslanectví České republiky při Svatém stolci je zastupitelský úřad České republiky, který se nachází v Římě poblíž Vatikánu, na rohu ulic Via Crescenzio a Via Properzio. Vzniklo v roce 1993 z československého velvyslanectví, když Vatikán uznal kontinuitu Československé a České republiky. Poslední československý velvyslanec F. X. Halas se tak stal 1. ledna 1993 prvním českým velvyslancem u Svatého stolce. Jako v pořadí čtvrtý velvyslanec u Svatého stolce byl v létě 2008 jmenován JUDr. Pavel Vošalík, v květnu 2018 jej vystřídal Václav Kolaja.
Velvyslanectví při Svatém stolci odpovídá za bilaterální vztahy ČR s Vatikánským městským státem, Republikou San Marino a Svrchovaným řádem maltézských rytířů.

## Seznam českých velvyslanců
1. František X. Halas (1993–1999)
2. Martin Stropnický (1999–2002)
3. Pavel Jajtner (2003–2008)
4. Pavel Vošalík (2008–2018)
5. Václav Kolaja (2018-2024)
6. Pavel Svoboda (od 2024)[2][3]